# Гринспен, Стенли
Стенли Гринспен (англ. Stanley Greenspan; 1 июня 1941 — 27 апреля 2010) — доктор медицины (M.D.), психиатр, профессор психиатрии, науки о поведении и педиатрии в Медицинском институте Университета им. Джорджа Вашингтона, практиковал как детский психиатр. Он наиболее известен благодаря созданию и развитию концепции DIR и подхода Флортайм — комплексного и эффективного метода психокоррекции расстройств аутистического спектра (РАС) и отставания психического развития у детей и подростков.
Стенли Гринспен был Председателем Междисциплинарного Совета по нарушениям развития и обучения, а также главным детским психоаналитиком в Вашингтонском Психоаналитическом Институте, основателем и президентом центра помощи детям раннего возраста с особыми потребностями и их семьям «От нуля до трех», директором Научного центра психического здоровья по разработке клинических программ развития для детей на базе Национального института психического здоровья.

## Главное
Сформулированная Стенли Гринспеном модель развития определяет главные принципы в лечении детей и подростков, имеющих отклонения в развитии и психическом здоровье; его работа привела к созданию сети региональных отделений в большинстве американских штатов.
«Основной принцип — не подгонять ребенка под терапевтическую программу, а подстраивать программу под ребенка и всю его семью.»
Международным признанием его авторитета в лечении психических расстройств детей и подростков стала высшая награда Американской Психиатрической Ассоциации за исследования в области психиатрии, в 1981 году он получил премию им. Ф.Иттлсона от Американской Ортопсихической Ассоциации за выдающийся вклад в развитие американской психиатрии, в 2003 — премия Марии Сигурни за значительный вклад в психоанализ.
Стенли Гринспен является автором четырех книг и сорока монографий, переведенных более чем на 12 языков мира. На русский язык переведены две книги:
- «На ты с аутизмом» в соавторстве с Сереной Уидер (2013 Теревинф ISBN 978-5-4212-0148-9)
- «Ребенок-тиран: Как найти подход к детям пяти трудных типов» при участии Жаклин Салмон (2010 ЛомоносовЪ ISBN 987-5-9167-8032-1)

О деятельности Гринспена снят документальный фильм и несколько телевизионных передач.
Гринспен жил в г. Бетесда, штат Мэриленд, США со своей женой и соавтором Ненси Торндайк Гринспен; умер в 2010 году от инсульта.

## Книги
- Greenspan, Stanley; Greenspan, Nancy Thorndike. Milestones in the Emotional Development of Your Infant and Child from Birth to Age 4 (англ.). — Penguin Books, 1985. — ISBN 0140119884.
- Greenspan, Stanley; Greenspan, Nancy Thorndike. The Essential Partnership: How Parents and Children Can Meet the Emotional Challenges of Infancy and Childhood (англ.). — Viking Penguin, 1989. — ISBN 978-0-140-09374-2.
- Greenspan, Stanley. Infancy and Early Childhood: The Practice of Clinical Assessment and Intervention with Emotional and Developmental Challenges (англ.). — International Universities Press[англ.], 1992.
- Greenspan, Stanley; Salmon, Jacqui. Playground Politics: The Emotional Development of your School-Aged Child (англ.). — Perseus Books, 1993.
- Greenspan, Stanley; Salmon, Jacqui. The Challenging Child: Understanding, Raising, and Enjoying the Five "Difficult" Types of Children (англ.). — Perseus Books, 1995. — ISBN 978-0-201-44193-2.
- Greenspan, Stanley; Wieder, Serena. The Child with Special Needs: Encouraging Intellectual and Emotional Growth (англ.). — Perseus Books, 1997. — ISBN 978-0-201-40726-6.
- Greenspan, Stanley; Benderly, Beryl. The Growth of the Mind and the Endangered Origins of Intelligence (англ.). — Penguin Books, 1997. — ISBN 978-0-738-20026-2.
- Greenspan, Stanley. Developmentally Based Psychotherapy (неопр.). — International Universities Press[англ.], 1997.
- Greenspan, Stanley; Lewis, Nancy Breslau. Building Healthy Minds: The Six Experiences that Create Intelligence and Emotional Growth in Babies and Young Children (англ.). — Viking Penguin, 1999. — ISBN 978-0-7382-0063-7.
- Greenspan, Stanley; Salmon, Jacqui. The Four Thirds Solution: Solving the Childcare Crisis in America Today (англ.). — Perseus Books, 1995. — ISBN 0-7382-0200-2.
- Greenspan, Stanley; Wieder, Serena. Engaging Autism: The Floortime Approach to Helping Children Relate, Communicate and Think (англ.). — Perseus Books, 2003. — ISBN 0738210285.
- Greenspan, Stanley; Wieder, Serena. Infant and Early Childhood Mental Health (неопр.). — American Psychiatric Publishing, Inc., 2006. — ISBN 978-1-58562-164-4.
- Greenspan, Stanley; Wieder, Serena. The Learning Tree: Overcoming Learning Disabilities From the Ground Up (англ.). — DaCapa Press, 2010. — ISBN 0-7382-1233-4.
- Greenspan, Stanley; Tippy, Gil. Respecting Autism: The Rebecca School DIR Casebook for Parents and Professionals (англ.). — Vantage Press[англ.], 2011. — ISBN 978-0-533-16454-7.